# Dasypus pilosus
Tatou à long museau velu
Espèce
Statut de conservation UICN

 DD  : Données insuffisantes
Le tatou à long museau velu, Dasypus  pilosus, est une espèce de tatous de la sous-famille des Dasypodinae. Il a été décrit pas Leopold Fitzinger en 1856.

## Répartition

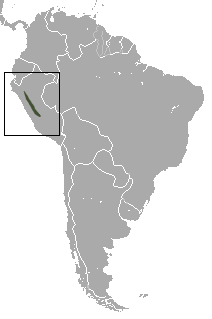
Répartition de l'espèce en Amérique du Sud.

Le Tatou à long museau velu est endémique du Pérou et vit dans des forêts humides et tropicales.

## Reproduction
Une caractéristique remarquable des tatous à long museau réside dans leur mode de reproduction par la polyembryonie obligatoire, unique au sein des Vertébrés. Dans le phénomène de polyembryonie monozygotique, un ovule fécondé unique aboutit à la formation de plusieurs embryons par partition du blastocyste en plusieurs parties égales après son implantation dans l’utérus. Ce mode de reproduction particulier a été rapporté chez les quatre espèces du genre Dasypus où il a été recherché : Dasypus novemcinctus, Dasypus sabanicola, Dasypus kappleri, Dasypus hybridus.
L’apparition de la reproduction par polyembryonie systématique chez les tatous est généralement interprétée comme une réponse physiologique imposée chez ces espèces par la forme particulière de l’utérus ne présentant qu’un seul site d’implantation pour le blastocyste.